# Platin(VI)-fluorid
Platin(VI)-fluorid oder Platinhexafluorid (PtF6) ist eine chemische Verbindung der Elemente Platin und Fluor. Es handelt sich um ein extrem starkes Oxidationsmittel, das in der Lage ist, molekularen Sauerstoff oder Xenon zu oxidieren. Dabei wird Platin(VI) selbst zu Platin(V) reduziert.

## Geschichte
In der Stoffchemie der Edelgase hat es in den 1960er Jahren eine bedeutende Rolle gespielt, da es mit PtF6 erstmals gelang, eine Edelgasverbindung darzustellen. Dem amerikanischen Chemiker Neil Bartlett gelang es 1962 mit PtF6, das Disauerstoff-Molekül O2 zu oxidieren:
{\displaystyle \mathrm {PtF_{6}+O_{2}\longrightarrow O_{2}^{+}(PtF_{6}^{-})} }
Er stellte fest, dass die erste Ionisierungsenergie von O2 der des Xenon ähnlich ist und dass das Dioxygenyl-Kation (O2)+ in etwa die gleiche Größe wie das Xe+-ion hat. So kam er zur Erkenntnis, dass sich auch Xe oxidieren lassen müsse:
{\displaystyle \mathrm {PtF_{6}+Xe\longrightarrow Xe^{+}(PtF_{6}^{-})} }
So wurde die erste Edelgasverbindung synthetisiert und die Annahme widerlegt, Edelgase gingen keine Verbindungen ein. 

## Darstellung
- Reaktion von Platin mit F2 bei 300 °C in einer Messing-Apparatur:[5]

{\displaystyle \mathrm {Pt+3\ F_{2}\longrightarrow PtF_{6}} }
- Disproportionierung von PtF5 ab 130 °C:[5]

{\displaystyle \mathrm {2\ PtF_{5}\longrightarrow PtF_{6}+PtF_{4}} }

## Eigenschaften
Platinhexafluorid ist ein dunkelroter kristalliner Feststoff, der bei 61,3 °C schmilzt und bei 69,1 °C siedet. Sein Gas ist braunrot und bis 200 °C thermisch stabil. Er kristallisiert im orthorhombischen Kristallsystem (gemessen bei −140 °C) in der Raumgruppe Pnma (Raumgruppen-Nr. 62) mit den Gitterparametern a = 937,4 pm, b = 852,7 pm und c = 493,3 pm und vier Formeleinheiten pro Elementarzelle mit einer berechneten Dichte von 5,21 g·cm−3.